# Ersa, Haute-Corse
Ersa är en kommun i departementet Haute-Corse på ön Korsika i Frankrike. Kommunen ligger i kantonen Capobianco som tillhör arrondissementet Bastia. År 2022 hade Ersa 126 invånare.

## Befolkningsutveckling
Antalet invånare i kommunen Ersa
Referens:INSEE